# Cantone di Romilly-sur-Andelle
Il Cantone di Romilly-sur-Andelle è una divisione amministrativa dell'arrondissement di Les Andelys.
È stato costituito a seguito della riforma approvata con decreto del 25 febbraio 2014, che ha avuto attuazione dopo le elezioni dipartimentali del 2015.

## Composizione
Comprende i seguenti 36 comuni:
- Amfreville-les-Champs
- Bacqueville
- Beauficel-en-Lyons
- Bézu-la-Forêt
- Bosquentin
- Bouchevilliers
- Bourg-Beaudouin
- Charleval
- Douville-sur-Andelle
- Fleury-la-Forêt
- Fleury-sur-Andelle
- Flipou
- Gaillardbois-Cressenville
- Grainville
- Les Hogues
- Houville-en-Vexin
- Letteguives
- Lilly
- Lisors
- Lorleau
- Lyons-la-Forêt
- Mainneville
- Martagny
- Ménesqueville
- Mesnil-sous-Vienne
- Perriers-sur-Andelle
- Perruel
- Pont-Saint-Pierre
- Radepont
- Renneville
- Romilly-sur-Andelle
- Rosay-sur-Lieure
- Touffreville
- Le Tronquay
- Vandrimare
- Vascœuil